# Pandora: Beneath the Paradise
Pandora: Beneath the Paradise (hangul: 판도라: 조작된 낙원; hanja: 판도라: 造作된 樂園; rr: Pandora: jojakdoen nagwon; MR: P'andora: chojaktoen nagwŏn; lit. Pandora: Um Paraíso Fabricado; prt: Pandora: Debaixo do Paraíso; bra: Pandora: Além do Paraíso) é uma série de televisão sul-coreana estrelada por Lee Ji-ah, Lee Sang-yoon, Jang Hee-jin, Park Ki-woong e Bong Tae-gyu. Ela estreou na tvN em 11 de março de 2023, indo ao ar todos os sábados e domingos às 21h10 (KST). Também está disponível para streaming no Disney+ em regiões selecionadas.

## Sinopse
A série conta a história de Hong Tae-ra (Lee Ji-ah) subindo ao cargo de primeira-dama para proteger sua amada família, depois de esquecer completamente sua memória do passado, e para punir aqueles que assumiram o controle de seu destino e a abalaram.

## Elenco

### Principal
- Lee Ji-ah como Hong Tae-ra / Mun Ha-gyeong / Nº 50[12]
  - Chaerin como jovem Hong Tae-ra / Oh Young[13]

Esposa de Pyo Jae-hyun, uma mulher de primeira classe que não se arrepende de riqueza e fama. Ela perdeu os pais em um infeliz acidente na França e perdeu as memórias como resultado do acidente. Irmã de Mun Ha-jun.
- Lee Sang-yoon como Pyo Jae-hyun[14]

Marido de Hong Tae-ra, que é o presidente da empresa de TI Hatch e um forte candidato para a próxima eleição presidencial.
- Jang Hee-jin como Go Hae-soo[15]
  - Ha Yul-ri como jovem Go Hae-soo[16]

Esposa de Jang Do-jin e a principal âncora da YBC.
- Park Ki-woong como Jang Do-jin[17]

Marido de Go Hae-soo e representante da administração da empresa de TI Hatch.
- Bong Tae-gyu como Gu Sang-chan[18]

Diretor de pesquisa da empresa de TI Hatch.

### Coadjuvante

#### Pessoas ao redor de Hong Tae-ra e Pyo Jae-hyun
- Han Soo-yeon como Hong Yu-ra[19]

Uma empresária de moda e CEO da marca de moda Lapin, que é a irmã mais velha e único membro da família de Hong Tae-ra.
- Kim Si-woo como Pyo Ji-woo[20]

Filha de Pyo Jae-hyun e Hong Tae-ra.

#### Pessoas ao redor de Go Hae-soo e Jang Do-jin
- Cha Kwang-soo como Go Tae-seon[21]

O falecido pai de Go Hae-soo, que foi o 25ª presidente eleito e ex-ministro de Estratégia e Finanças.
- Kim Su-jeong como Gong Ja-young[21]

Mãe de Go Hae-soo.
- Kim Ra-on como Jang Leo[22]

Filho de Jang Do-jin e Go Hae-soo.

#### Pessoas no Hospital Psiquiátrico de Hanul
- Shim So-young como Kim Seon-deok[23]

Diretor do Hospital Psiquiátrico de Hanul.
- Gong Jeong-hwan como Jo Gyu-tae[23]

Chefe do Hospital Psiquiátrico Hanul.

#### Pessoas no Grupo Keumjo
- Ahn Nae-sang como Jang Geum-mo[23]

Pai de Jang Do-jin e presidente do Grupo Keumjo.
- Kyeon Mi-ri como Min Young-hwi[23]

Mãe de Jang Do-jin e a anfitriã do Grupo Keumjo.
- Hong Woo-jin como Jang Gyo-jin[24]

Irmão mais velho de Jang Do-jin e sucessor do Grupo Keumjo.
- Seong Chang-hoon como Eom Sang-bae[25]

O braço direito de Jang Geum-mo.
- Song Ah-kyung como Eun Yon-sil[25]

Um mordomo que ajuda Min Young-hwi.

### Outros
- Jung Jae-seong como Han Kyung-rok[26]

Líder do Partido Popular e 29º candidato presidencial.
- Kwon Hyun-bin como Cha Pil-seung / Mun Ha-jun / Nº 105[23]

Um guarda-costas que auxilia Hong Tae-ra. Irmão de Mun Ha-gyeong.
- Go Yun-bin como Yang Se-jin[26]

O pesquisador-chefe da Hatch.
- Heo Jae-ho como Oh Young-guk[26]

O chefe da campanha eleitoral de Pyo Jae-hyun do quartel-general das contramedidas eleitorais.
- Han Kang-ho como Chairman Chung[26]

Presidente do comitê de campanha eleitoral de Pyo Jae-hyun.
- Jang Won-young como Bong Woo-ri[26]

Chefe da campanha eleitoral de Pyo Jae-hyun do departamento responsável pela roupa e imagem de Tae-ra no campo eleitoral.
- Ahn Tae-hwan como Park Jun-ho[26]

Jornalista na YBC.
- Go Han-min como Song PD[26]

PD do departamento de imprensa da YBC.

## Episódios
| N.º | Título        | Dirigido por    | Escrito por | Exibição original   |
| --- | ------------- | --------------- | ----------- | ------------------- |
| 1   | "Episódio 1"  | Choi Young-hoon | Hyun Ji-min | 11 de março de 2023 |
| 2   | "Episódio 2"  | Choi Young-hoon | Hyun Ji-min | 12 de março de 2023 |
| 3   | "Episódio 3"  | Choi Young-hoon | Hyun Ji-min | 18 de março de 2023 |
| 4   | "Episódio 4"  | Choi Young-hoon | Hyun Ji-min | 19 de março de 2023 |
| 5   | "Episódio 5"  | Choi Young-hoon | Hyun Ji-min | 25 de março de 2023 |
| 6   | "Episódio 6"  | Choi Young-hoon | Hyun Ji-min | 26 de março de 2023 |
| 7   | "Episódio 7"  | Choi Young-hoon | Hyun Ji-min | 1 de abril de 2023  |
| 8   | "Episódio 8"  | Choi Young-hoon | Hyun Ji-min | 2 de abril de 2023  |
| 9   | "Episódio 9"  | Choi Young-hoon | Hyun Ji-min | 8 de abril de 2023  |
| 10  | "Episódio 10" | Choi Young-hoon | Hyun Ji-min | 9 de abril de 2023  |
| 11  | "Episódio 11" | Choi Young-hoon | Hyun Ji-min | 15 de abril de 2023 |
| 12  | "Episódio 12" | Choi Young-hoon | Hyun Ji-min | 16 de abril de 2023 |
| 13  | "Episódio 13" | Choi Young-hoon | Hyun Ji-min | 22 de abril de 2023 |
| 14  | "Episódio 14" | Choi Young-hoon | Hyun Ji-min | 23 de abril de 2023 |
| 15  | "Episódio 15" | Choi Young-hoon | Hyun Ji-min | 29 de abril de 2023 |
| 16  | "Episódio 16" | Choi Young-hoon | Hyun Ji-min | 30 de abril de 2023 |

## Lançamento
Em 16 de fevereiro de 2023, a tvN lançou as fotos de Lee Ji-ah. Em 21 de fevereiro, as fotos de Lee Sang-yoon foram lançadas. Um dia depois, as fotos da família com Lee Ji-ah, Lee Sang-yoon e Kim Si-woo foram lançadas. Os vídeos teaser foram lançados em 27 de janeiro, 2 de fevereiro, 10 de fevereiro e 17 de fevereiro. A série foi lançada em 12 de abril de 2023 no Star+ na América Latina, no Hulu nos Estados Unidos, e no Disney+ através do hub Star em territórios internacionais selecionados.

## Audiência
| Temporada | Temporada | Ep. 1 | Ep. 2 | Ep. 3 | Ep. 4 | Ep. 5 | Ep. 6 | Ep. 7 | Ep. 8 | Ep. 9 | Ep. 10 | Ep. 11 | Ep. 12 | Ep. 13 | Ep. 14 | Ep. 15 | Ep. 16 | Audiência |
| --------- | --------- | ----- | ----- | ----- | ----- | ----- | ----- | ----- | ----- | ----- | ------ | ------ | ------ | ------ | ------ | ------ | ------ | --------- |
|           | 1         | 1192  | 1405  | 849   | 888   | 724   | 933   | 786   | 999   | 609   | 952    | 620    | 796    | 759    | 991    | ASD    | ASD    | ASD       |

| Ep. | Data de transmissão original | Audiência média (Nielsen Korea) | Audiência média (Nielsen Korea) |
| Ep. | Data de transmissão original | Nacional                        | Seul                            |
| --- | ---------------------------- | ------------------------------- | ------------------------------- |
| 1 | 11 de março de 2023          | 4.891% (1º)                     | 6.074% (1º)                     |
| 2 | 12 de março de 2023          | 5.707% (1º)                     | 5.635% (1º)                     |
| 3 | 18 de março de 2023          | 3.877% (1º)                     | 4.076% (1º)                     |
| 4 | 19 de março de 2023          | 4.057% (1º)                     | 3.810% (1º)                     |
| 5 | 25 de março de 2023          | 3.342% (1º)                     | 3.891% (1º)                     |
| 6 | 26 de março de 2023          | 4.300% (1º)                     | 4.460% (1º)                     |
| 7 | 1 de abril de 2023           | 3.617% (1º)                     | 3.891% (1º)                     |
| 8 | 2 de abril de 2023           | 4.447% (2º)                     | 4.608% (2º)                     |
| 9 | 8 de abril de 2023           | 2.880% (1º)                     | 3.289% (2º)                     |
| 10 | 9 de abril de 2023           | 4.026% (2º)                     | 4.170% (2º)                     |
| 11 | 15 de abril de 2023          | 3.219% (1º)                     | 3.379% (1º)                     |
| 12 | 16 de abril de 2023          | 3.616% (2º)                     | 3.645% (2º)                     |
| 13 | 22 de abril de 2023          | 3.469% (1º)                     | 3.645% (1º)                     |
| 14 | 23 de abril de 2023          | 4.490% (2º)                     | 4.307% (2º)                     |
| 15 | 29 de abril de 2023          |                                 |                                 |
| 16 | 30 de abril de 2023          |                                 |                                 |
| Média |                              |                                 |                                 |
| - Na tabela acima, os números azuis representam as audiências mais baixas e os números vermelhos representam as audiências mais altas. - Este drama vai ao ar em um canal a cabo/TV paga que normalmente tem uma audiência relativamente menor em comparação com as emissoras de TV aberta/pública (KBS, SBS, MBC, e EBS). |                              |                                 |                                 |